# Eremias afghanistanica
Espèce
Eremias afghanistanica est une espèce de sauriens de la famille des Lacertidae.

## Répartition
Cette espèce est endémique du versant Sud-Est de l'Hindou Kouch en Afghanistan.

## Étymologie
Son nom d'espèce lui a été donné en référence au lieu de sa découverte, l'Afghanistan.

## Publication originale
- Böhme & Scerbak, 1991 : Ein neuer Wüstenrenner aus dem Hochland Afganistans, Eremias ( Eremias) afghanistanica sp. n. (Reptilia: Sauria: Lacertidae). Bonner Zoologische Beiträge, vol. 42, no 2, p. 137-141 (texte intégral).